# No llores por mí
No llores por mí è un brano musicale del cantante spagnolo Enrique Iglesias pubblicato come quarto singolo dall'album Enrique Iglesias del 1996.

## Classifiche
| Classifica (1996)                             | Posizione massima |
| --------------------------------------------- | ----------------- |
| U.S. Billboard Hot Latin Tracks               | 1                 |
| U.S. Billboard Latin Pop Airplay              | 2                 |
| U.S. Billboard Latin Regional Mexican Airplay | 5                 |
| U.S. Billboard Latin Tropical/Salsa Airplay   | 18                |